# 풀발렌류
풀발렌류(Fulvalenes)는 홀수각형 고리가 이중 결합으로 붙어서 이중결합이 교대로 위치해 분자전체에 콘쥬게이션을 가지고 있는 분자를 말한다. 양 고리의 크기가 같은 풀발렌류는 안정도가 떨어지지만 양 고리 크기가 2차이나는 경우 트로폰처럼 큰 쌍극자 모멘트를 가진다.

## 같이 보기
- 풀벤
- 풀벤류
- 풀발렌
- 칼리센
- 트라이아풀발렌
- 펜타헵타풀발렌